# 项叔翔
项叔翔（1904年—1971年），浙江杭州人，中华人民共和国政治人物。
担任民族银行家。上海浙江兴业银行董事兼总经理，公私公营银行联合总管理处任副主任。1954年，当选第一届全国人民代表大会代表。